# Troonswisseling in Nederland (1980)

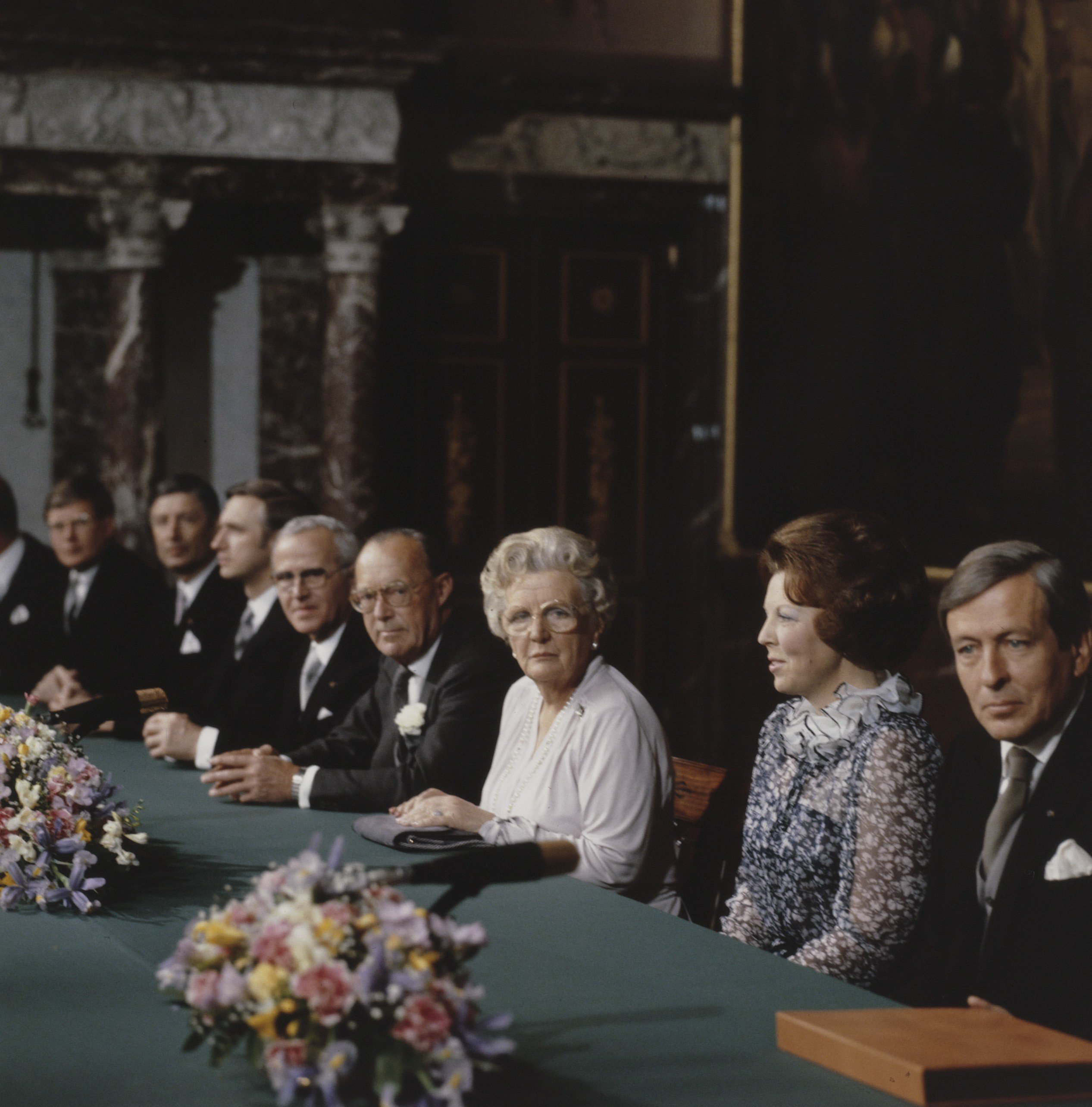
Bijeenkomst voor de abdicatie in het Paleis op de Dam

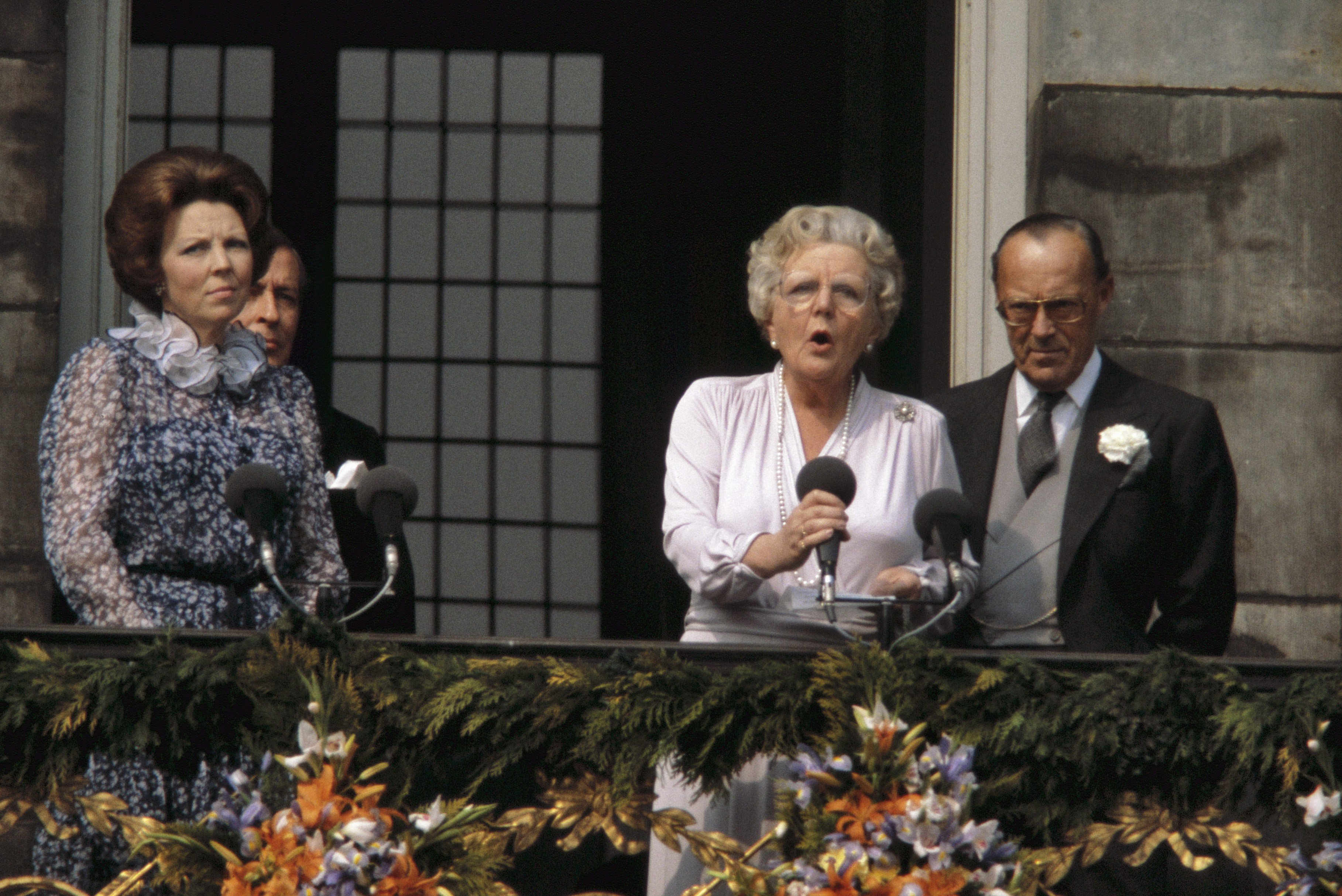
Na abdicatie verschenen Koningin Beatrix en Prinses Juliana op het balkon van het Paleis op de Dam

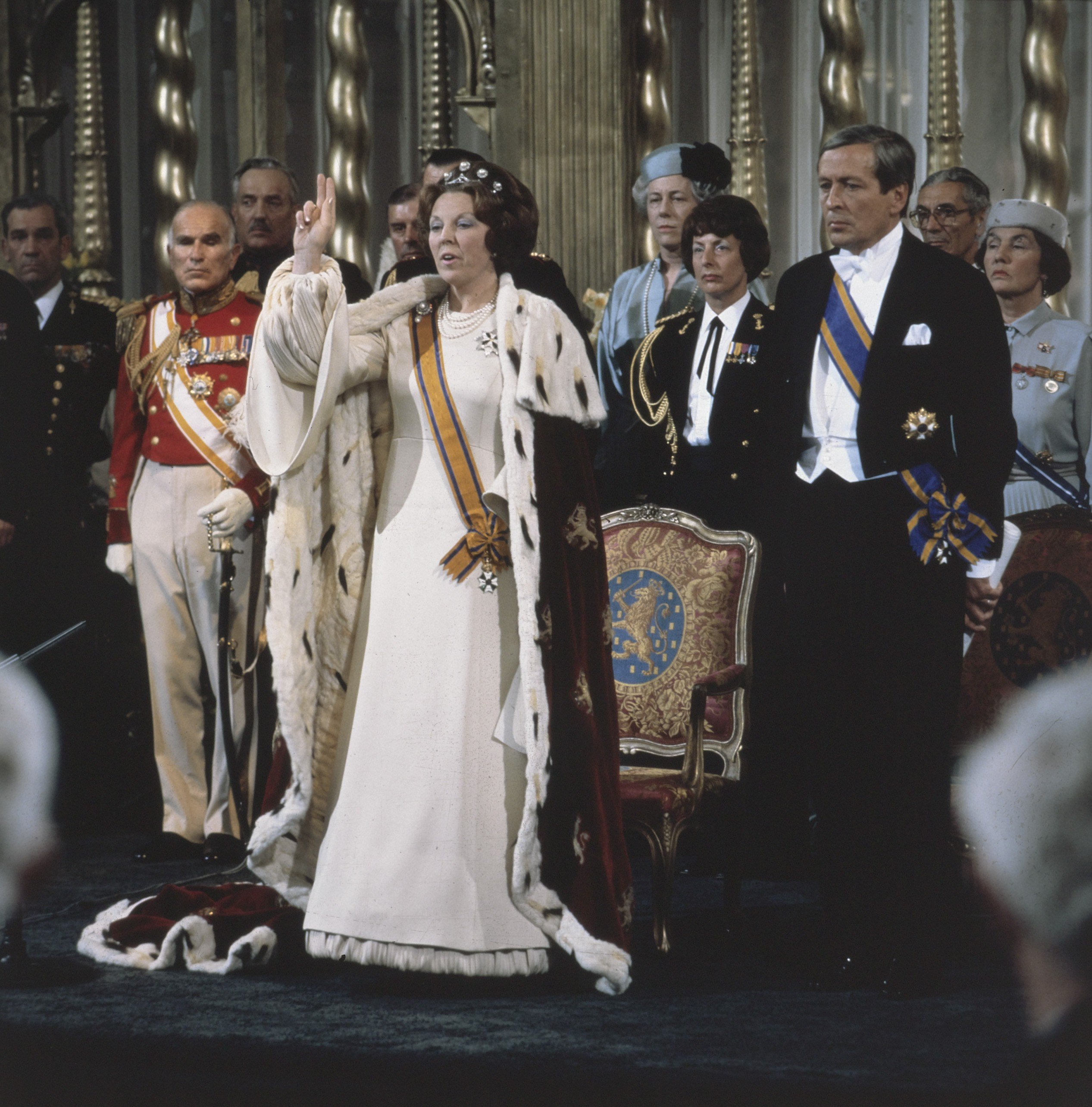
Koningin Beatrix legt de eed af

Bij de troonswisseling in Nederland op 30 april 1980 vond in Amsterdam de abdicatie plaats van koningin Juliana, gevolgd door de inhuldiging van Beatrix als koningin der Nederlanden.

## Wat voorafging
Op 31 januari 1980, de verjaardag van haar oudste dochter en troonopvolgster, had koningin Juliana middels een televisietoespraak aangekondigd voornemens te zijn om op haar aanstaande verjaardag af te treden. Bij iedereen die oud wordt, zo sprak zij bij die gelegenheid, doet vroeger of later het nuchtere feit zich voor dat de krachten gaan afnemen en dat zo iemand zijn taak niet meer kan volbrengen als voorheen. Nadat de koningin had vastgesteld dat er dan een moment komt dat het ook niet langer verantwoord is die langer uit te oefenen, kondigde zij haar voornemen aan te abdiceren.

## Politiek-maatschappelijke constellatie
De aankondiging van Juliana's aftreden vond plaats ongeveer halverwege de regeringsperiode van het kabinet-Van Agt I. In Nederland heerste op dat moment een situatie van toenemende staatsschuld, van toenemende werkloosheid en van een, zich met name in grote steden manifesterende, woningnood onder vooral jongeren. Deze laatste groep vond haar meest radicale vertegenwoordigers in de krakersbeweging die in Amsterdam vooral een campagne startte tegen de troonswisseling, onder de leuze, Geen Woning, Geen Kroning.

## Inhuldiging
In de ochtend van 30 april 1980, om 10.06 uur, ondertekende koningin Juliana in het Paleis op de Dam de akte van abdicatie en was Beatrix formeel koningin. 's Middags werd zij in de Nieuwe Kerk, tijdens een plechtige zitting van de Staten-Generaal en in het bijzijn van vertegenwoordigers van Europese vorstenhuizen, ingehuldigd als Koningin der Nederlanden.

## Kroningsoproer

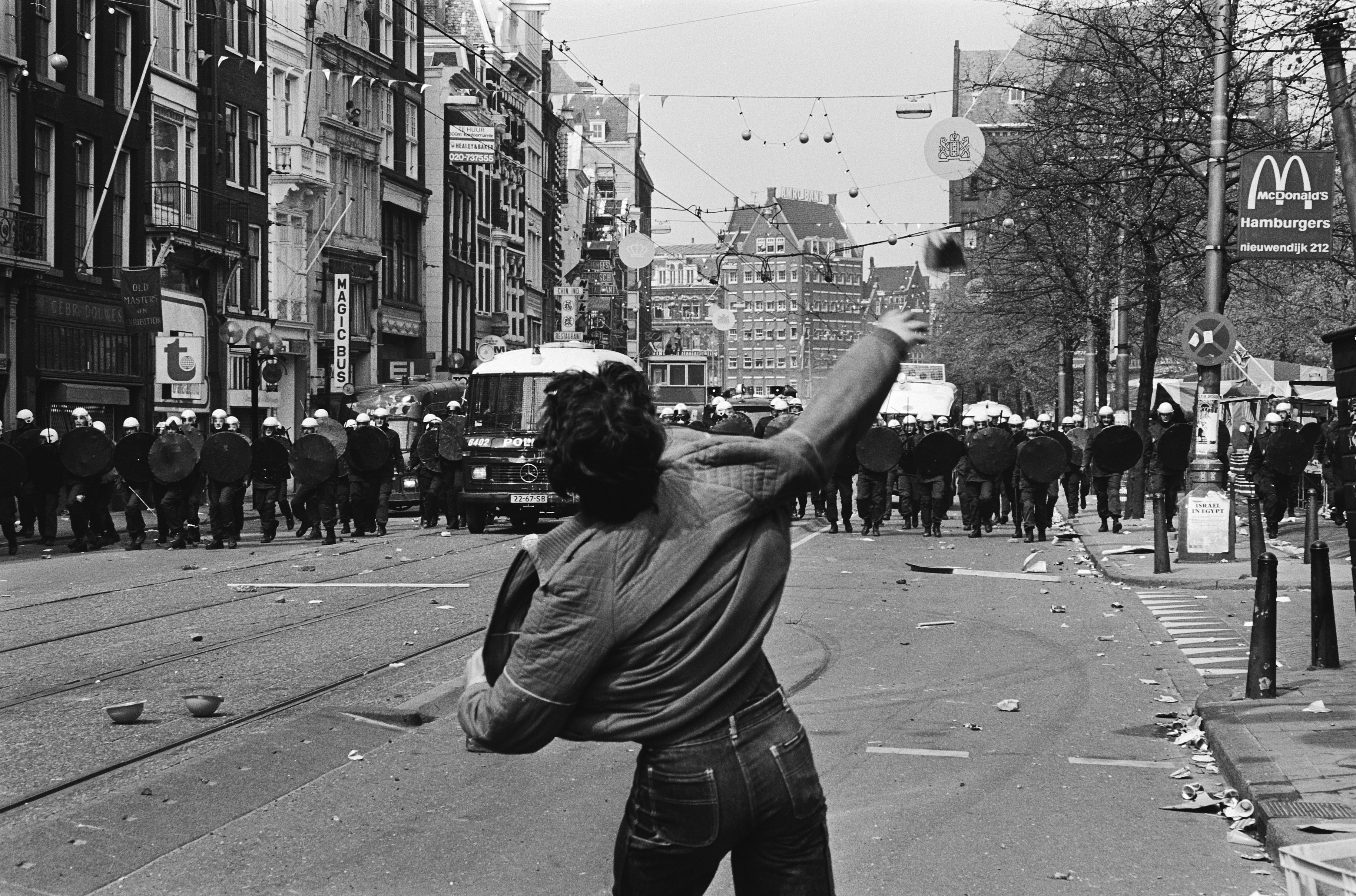
Stenengooier op het Rokin tegenover de Mobiele Eenheid

De feestelijke inhuldiging van Beatrix werd in Amsterdam overschaduwd door het kroningsoproer in de Amsterdamse binnenstad; krakers en de Mobiele Eenheid leverden ware veldslagen in de straten. De mobiele eenheid kon met moeite voorkomen dat krakers oprukten naar de Dam om de plechtigheid in de Nieuwe Kerk te verstoren. Als een van haar eerste publieke optredens als koningin bezocht Beatrix een dag na de inhuldiging gewonde ME'ers in het ziekenhuis.